# Nakbé

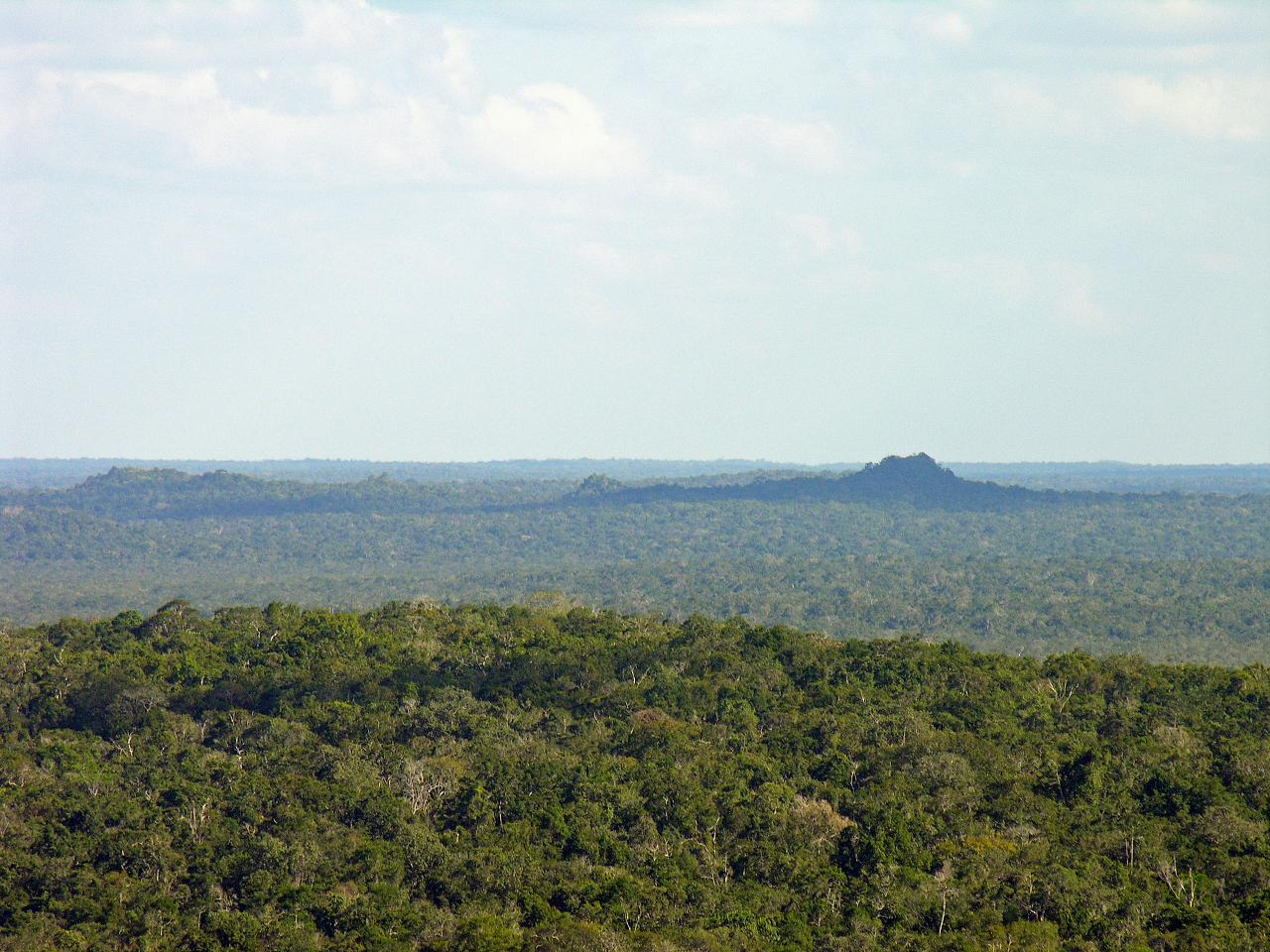
Blick auf Nakbé

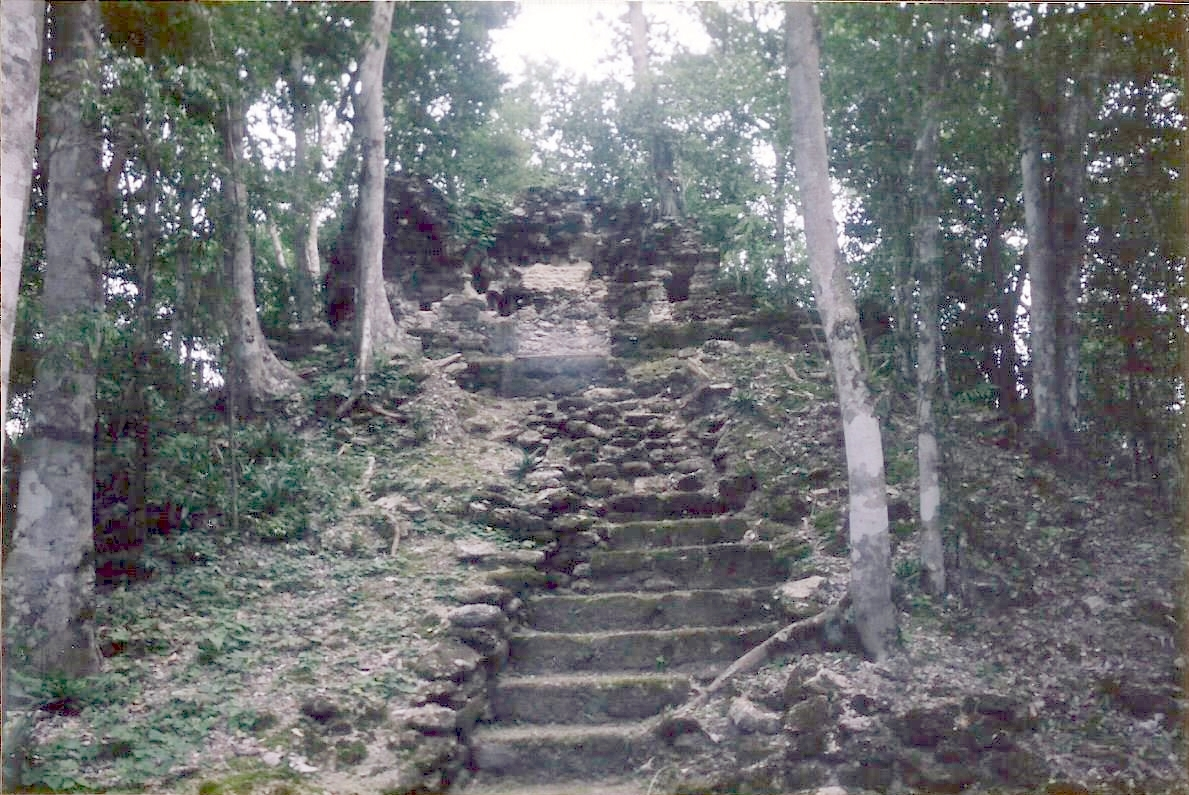
Nakbé – Tempelpyramide

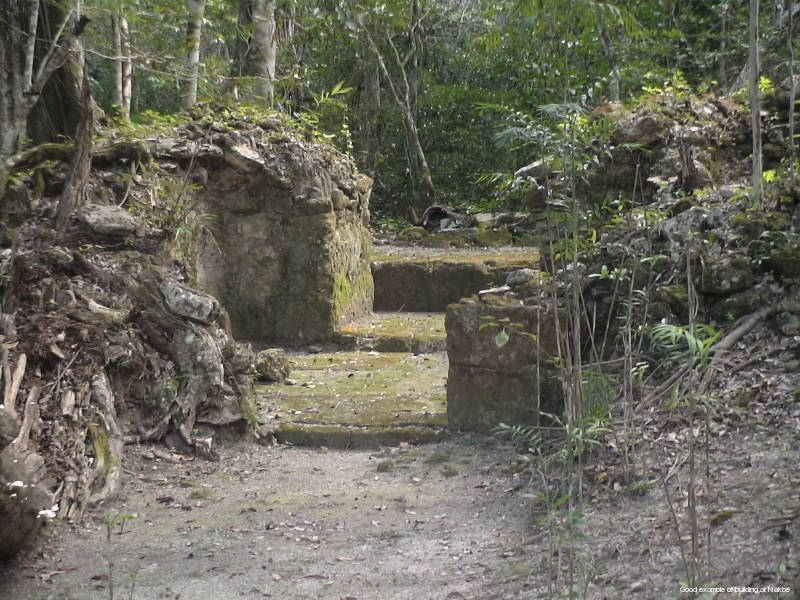
Nakbé – Teil eines Palastgebäudes

Nakbé ist eine Ruinenstadt der Maya im Norden des Departamento Petén im heutigen Guatemala. Nakbé gilt als die erste große Stadt der Maya.

## Lage
Nakbé liegt etwa 15 km südlich der Maya-Ruinenstätte El Mirador, mit der sie über eine in Teilen nivellierte Straße (Sacbé = „weißer Weg“) verbunden war. In der spätklassischen Maya-Periode war die Stadt auch mit Calakmul über einen Sacbé verbunden.

## Geschichte
Die Region wurde um etwa 1400 v. Chr. besiedelt. Der Beginn der architektonischen Entwicklung in Nakbé konnte inzwischen auf etwa 1000 bis 800 v. Chr. datiert werden; die Blütezeit der Stadt lag um etwa 800–400 v. Chr. Um 200 n. Chr. wurde der Platz aufgegeben. Einige wenige Funde – darunter die um 700 n. Chr. datierte Princeton-Vase sowie einige andere Keramiken – stammen aus der spätklassischen Zeit, als die alten Mauern offensichtlich nochmals kurzzeitig bewohnt waren. In der Neuzeit wurde Nakbé erstmals im Jahr 1930 wiederentdeckt, die archäologischen Untersuchungen begannen jedoch erst im Jahr 1962. 

## Bauten
Die Gebäude in Nakbé sind in zwei Gruppen (einem östlichen und einem westlichen Teil) angeordnet. Das größte Gebäude, eine Tempelpyramide, befindet sich im westlichen Teil und ist ca. 48 m hoch, wobei es auf einer 7 m hohen Plattform steht. An dem Gebäude befinden sich sieben Masken, die größte davon ist 11 m breit und 5 m hoch und zeigt einen Vogelgott. Andere, nahezu auf ebener Erde stehende Bauten können als Paläste (palacios) der Oberschicht angesehen werden.

## Andere Funde

### Stele 1
Die aus 5 Bruchstücken (jedoch unvollständig) zusammengesetzte Stele 1 war ca. 3,40 m hoch und zeigt auf beiden Seiten zwei sich gegenüberstehende Figuren, die von einigen Forschern als die im Popol Vuh erwähnten „Göttlichen Zwillinge“ Hunahpú und Ixbalanqué interpretiert werden. Das Alter der Stele ist umstritten.

### Keramiken
In Nakbé wurde eine Vielzahl an Keramiken, Töpfen, Schalen und Figuren gefunden. Funde von Muscheln und Obsidian, der nur im Hochland von Guatemala oder in einigen Gegenden Zentralmexikos vorkommt, haben ihren Weg oft über weite Strecken nach Nakbé gefunden und zeugen von einem ausgeprägten Handels- und Transportsystem. Diese Tatsache hat vermutlich eine große Rolle im Aufbau einer komplexen Gesellschaft der Maya gespielt.